# Mellanvikt i fristil i brottning vid olympiska sommarspelen 1984
Herrarnas brottningsturnering i fristil i viktklassen mellanvikt vid olympiska sommarspelen 1984 avgjordes i Anaheim Convention Center i Anaheim. 

## Medaljörer
| Klass      | Guld               | Silver                     | Brons                      |
| Mellanvikt | Mark Schultz · USA | Hideyuki Nagashima · Japan | Christopher Rinke · Kanada |

## Resultat
- TO — Vinst genom fall
- SP — Vinst genom överlägsenhet, 12-14 poängs skillnad, förloraren med poäng
- SO — Vinst genom överlägsenhet, 12-14 poängs skillnad, förloraren utan poäng
- ST — Vinst genom teknisk överlägsenhet, 15 poäng skillnad
- PP — Vinst genom poäng, förloraren med tekniska poäng
- PO — Vinst genom poäng, förloraren utan tekniska poäng
- PA — Vinst genom att motståndaren skadas
- DQ — Vinst genom förverkande
- D2 — Båda brottarna diskvalificerade på grund av passivitet  (0-0 poäng)
- DNA — Dök inte upp
- L — Förluster
- ER — Elimineringsrunda
- CP — Klassificeringspoäng
- TP — Tekniska poäng

- PA — Vinst genom att motståndaren skadats

### Elimineringsrunda

#### Pool A
| L              |                           | CP       | TP       |                           | L        |          |
| Omgång 1       | Omgång 1                  | Omgång 1 | Omgång 1 | Omgång 1                  | Omgång 1 | Omgång 1 |
| -------------- | ------------------------- | -------- | -------- | ------------------------- | -------- | -------- |
| 0              | Reiner Trik (FRG)         | 3-1 PP   | 5-3      | Günter Busarello (AUT)    | 1        |          |
| 0              | Lennart Lundell (SWE)     | 3-1 PP   | 6-1      | Jouni Ilomäki (FIN)       | 1        |          |
| 1              | Barthelémy N'To (CMR)     | 0-4 TF   | 1:28     | Iraklis Deskoulidis (GRE) | 0        |          |
| 1              | Hideyuki Nagashima (JPN)  | 1-3 PP   | 5-10     | Kim Tae-Woo (KOR)         | 0        |          |
| Omgång 2       |                           |          |          |                           |          |          |
| 0              | Reiner Trik (FRG)         | 3-0 PO   | 7-0      | Lennart Lundell (SWE)     | 1        |          |
| 1              | Günter Busarello (AUT)    | 3-0 PO   | 5-0      | Jouni Ilomäki (FIN)       | 2        |          |
| 2              | Barthelémy N'To (CMR)     | 0-4 TF   | 2:03     | Hideyuki Nagashima (JPN)  | 1        |          |
| 1              | Iraklis Deskoulidis (GRE) | 1-3 PP   | 2-6      | Kim Tae-Woo (KOR)         | 0        |          |
| Omgång 3       |                           |          |          |                           |          |          |
| 1              | Reiner Trik (FRG)         | 1-3 PP   | 4-5      | Iraklis Deskoulidis (GRE) | 1        |          |
| 2              | Günter Busarello (AUT)    | 1-3 PP   | 4-7      | Hideyuki Nagashima (JPN)  | 1        |          |
| 2              | Lennart Lundell (SWE)     | 1-3 PP   | 2-8      | Kim Tae-Woo (KOR)         | 0        |          |
| Omgång 4       |                           |          |          |                           |          |          |
| 1              | Reiner Trik (FRG)         | 3-1 PP   | 5-2      | Kim Tae-Woo (KOR)         | 1        |          |
| 2              | Iraklis Deskoulidis (GRE) | 1-3 PP   | 1-6      | Hideyuki Nagashima (JPN)  | 1        |          |
| Sista omgången |                           |          |          |                           |          |          |
|                | Hideyuki Nagashima (JPN)  | 1-3 PP   | 5-10     | Kim Tae-Woo (KOR)         |          |          |
|                | Reiner Trik (FRG)         | 3-1 PP   | 5-2      | Kim Tae-Woo (KOR)         |          |          |
|                | Reiner Trik (FRG)         | 1-3 PP   | 3-6      | Hideyuki Nagashima (JPN)  |          |          |

| Brottare                  | L | ER | CP | Sista omgången |
| ------------------------- | - | -- | -- | -------------- |
| Hideyuki Nagashima (JPN)  | 1 | -  | 11 | 4              |
| Reiner Trik (FRG)         | 1 | -  | 10 | 4              |
| Kim Tae-Woo (KOR)         | 1 | -  | 10 | 4              |
| Iraklis Deskoulidis (GRE) | 2 | 4  | 9  |                |
| Günter Busarello (AUT)    | 2 | 3  | 5  |                |
| Lennart Lundell (SWE)     | 2 | 3  | 4  |                |
| Jouni Ilomäki (FIN)       | 2 | 2  | 1  |                |
| Barthelémy N'To (CMR)     | 2 | 2  | 0  |                |

#### Pool B
| L              |                          | CP        | TP       |                          | L        |          |
| Omgång 1       | Omgång 1                 | Omgång 1  | Omgång 1 | Omgång 1                 | Omgång 1 | Omgång 1 |
| -------------- | ------------------------ | --------- | -------- | ------------------------ | -------- | -------- |
| 0              | Kenneth Reinsfield (NZL) | 3-1 PP    | 5-1      | Kally Agogo (NGR)        | 1        |          |
| 1              | Mark Schultz (USA)       | 0-4 DQ    | 0:30     | Reşit Karabacak (TUR)    | 0        |          |
| 1              | Stefan Kurpas (GBR)      | 0-4 ST    | 0-12     | Christopher Rinke (CAN)  | 0        |          |
| 0              | Luciano Ortelli (ITA)    | 3-1 PP    | 7-2      | Mohamed El-Ashram (EGY)  | 1        |          |
| Omgång 2       |                          |           |          |                          |          |          |
| 1              | Kenneth Reinsfield (NZL) | .5-3.5 SP | 7-16     | Mark Schultz (USA)       | 1        |          |
| 2              | Kally Agogo (NGR)        | 0-3 P1    | 4:36     | Stefan Kurpas (GBR)      | 1        |          |
| 0              | Christopher Rinke (CAN)  | 3.5-0 SO  | 10-0     | Luciano Ortelli (ITA)    | 1        |          |
| 1              | Mohamed El-Ashram (EGY)  |           |          | Bye                      |          |          |
| 0              | Reşit Karabacak (TUR)    |           |          | Bye                      |          |          |
| Omgång 3       |                          |           |          |                          |          |          |
| 2              | Mohamed El-Ashram (EGY)  | 0-3.5 PS  | 5:49     | Kenneth Reinsfield (NZL) | 1        |          |
| 1              | Mark Schultz (USA)       | 3-1 PP    | 5-3      | Christopher Rinke (CAN)  | 1        |          |
| 2              | Stefan Kurpas (GBR)      | 0-3 P1    | 4:34     | Luciano Ortelli (ITA)    | 1        |          |
| Omgång 4       |                          |           |          |                          |          |          |
| 2              | Kenneth Reinsfield (NZL) | 1-3 PP    | 2-9      | Christopher Rinke (CAN)  | 1        |          |
| 1              | Mark Schultz (USA)       | 4-0 TF    | 1:36     | Luciano Ortelli (ITA)    | 2        |          |
| Sista omgången |                          |           |          |                          |          |          |
|                | Mark Schultz (USA)       | 3-1 PP    | 5-3      | Christopher Rinke (CAN)  |          |          |

| Brottare                 | L | ER | CP   | Sista |
| ------------------------ | - | -- | ---- | ----- |
| Mark Schultz (USA)       | 1 | -  | 10.5 | 3     |
| Christopher Rinke (CAN)  | 1 | -  | 11.5 | 1     |
| Kenneth Reinsfield (NZL) | 2 | 4  | 8    |       |
| Luciano Ortelli (ITA)    | 2 | 4  | 6    |       |
| Stefan Kurpas (GBR)      | 2 | 3  | 3    |       |
| Mohamed El-Ashram (EGY)  | 2 | 3  | 1    |       |
| Kally Agogo (NGR)        | 2 | 2  | 1    |       |
| Reşit Karabacak (TUR)    | 0 | 1  | 4    |       |

### Slutkamper
|                          | CP        | TP        |                          |           |
| 5:e plats                | 5:e plats | 5:e plats | 5:e plats                | 5:e plats |
| ------------------------ | --------- | --------- | ------------------------ | --------- |
| Kim Tae-Woo (KOR)        | 3-1 PP    | 10-3      | Kenneth Reinsfield (NZL) |           |
| Bronsmatch               |           |           |                          |           |
| Reiner Trik (FRG)        | 1-3 PP    | 2-5       | Christopher Rinke (CAN)  |           |
| Final                    |           |           |                          |           |
| Hideyuki Nagashima (JPN) | 0-4 ST    | 0-13      | Mark Schultz (USA)       |           |